# Savaric de Mauléon
Savari de Mauléon o anche Savaury, in occitano Savaric de Malleo, (... – 1236) è stato un soldato francese, figlio di Raoul de Mauléon, Visconte di Thouars e Signore di Mauléon (successivamente Châtillon-sur-Sèvre; vedi Mauléon, Deux-Sèvres), e trovatore di una certa reputazione per le sue poesie in lingua d'oc.
Avendo sposato la causa di Arturo I, Duca di Bretagna, viene catturato a Mirebeau (1202), e imprigionato nel Castello di Corfe. Giovanni d'Inghilterra lo libera nel 1204, guadagnanolo come alleato e nominandolo siniscalco di Poitou (1205).
Nel 1211, Savari de Mauléon lo troviamo schierato con Raimondo VI di Tolosa, e con lui assediare Simon de Montfort, a Castelnaudary. Filippo II di Francia lo compra al suo servizio nel 1212 dandogli il comando di una flotta che verrà poi distrutta nel porto fiammingo di Damme. Allora Maulon ritorna da Giovanni d'Inghilterra, che aveva aiutato nella Prima guerra dei baroni (1215 - 1217).
Mauléon sarà uno di coloro che Giovanni, sul suo letto di morte, designerà per il consiglio di reggenza atto a governare il Regno d'Inghilterra in nome del nuovo re Enrico III d'Inghilterra (1216).
Successivamente Savari arrivò in Egitto (1219), e fu presente alla presa di Damietta. Ritornato a Poitou diventa per la seconda volta siniscalco al servizio di Enrico III. Difende Saintonge contro Luigi VIII nel 1224, ma viene accusato di avere ceduto La Rochelle al re di Francia, e i sospetti dell'Inglese lo spingono di nuovo a favorire il Francese. Luigi VIII allora gli affida la difesa di La Rochelle e la costa di Saintonge.
Nel 1227, Savari prende parte alla rivolta dei baroni di Poitiers e Anjou contro il giovane Luigi IX.